# Монастырь Каленич
Монастырь Каленич (серб. Манастир Каленић) — женский монастырь Шумадийской епархии Сербской православной церкви с церковью Введения Богородицы. Основан протовестиарием деспота Стефана Лазаревича Богданом между 1407 и 1413 годами.

## Архитектура
Монастырская церковь Введения Богородицы во храм — один из самых великолепных памятников Моравской школы — представляет собой бесстолпное сооружение с тремя конхами и куполом на высоком гранёном барабане. С западной стороны храма имеется нартекс с глухим куполом. Кладка стен выполнена чередованием камня и плинфы, соединенных толстым слоем извести, что придает храму декоративную нарядность.
Тонкие колонки, подведённые под арочные карнизы, разделяют фасады по вертикали, усиливая эффект устремленности всех форм ввысь. Арки, окна, порталы покрыты сложным резным орнаментом, в люнетах оконных проемов помещены резные человеческие и звериные фигуры, на южном фасаде — образ Богородицы с Христом между двумя шестикрылыми серафимами.

## Фрески
В главной апсиде Введенской церкви помещены фрески — «Причащение апостолов» и «Поклонение агнцу», над жертвенником — Оплакивание Христа, в наосе — фигуры святых воинов и пустынников и сцены чудес Христовых, в нартексе — сцены из жизни Богородицы, портреты ктиторов Богдана с женой Милицей и братом Петром.
Фрески созданы около 1413 года, принадлежат кругу византийского искусства позднего палеологовского периода. Образы Каленича отличаются тонким лиризмом и проникновенностью, рисунок — плавностью, мелодичностью, колорит — светлыми нежными красками, мягкой цветовой тональностью. Образы Каленича утратили духовную силу прежней византийской живописи, но стали менее отвлеченными, приобрели почти трогательную эмоциональность. Им, как и искусству всего византийского мира первой четверти XV века (росписи церкви Богоматери Пантанассы в Мистре, фрески в церкви Троицы в монастыре Манассии (до 1418 года), другие ансамбли Моравской школы в Сербии, иконы и фрески Андрея Рублёва на Руси) присущи интонация райской гармонии, повышенная одухотворенность и лирическая окрашенность.